# Winston-Salem Mammoths
Die Winston-Salem Mammoths waren ein US-amerikanisches Eishockeyfranchise der Southern Hockey League in Winston-Salem, North Carolina.

## Geschichte
Das Team nahmen zur Saison 1995/96 als Expansionsteam den Spielbetrieb in der Southern Hockey League auf. In ihrer Premierenspielzeit erreichten die Bullets nach einem dritten Platz in der regulären Saison auf Anhieb das Playoff-Finale, in dem sie jedoch den Huntsville Channel Cats in der Best-of-Seven-Serie mit 1:4 Siegen unterlagen. Nach der Spielzeit wurde die Liga aufgelöst und auch die Winston-Salem Mammoths stellten den Spielbetrieb ein. Einziger Trainer der Mammoths war der ehemalige kanadische NHL-Spieler John Anderson.

## Saisonstatistik
Abkürzungen: GP = Spiele, W = Siege, L = Niederlagen, T = Unentschieden, OTL = Niederlagen nach Overtime SOL = Niederlagen nach Shootout, Pts = Punkte, GF = Erzielte Tore, GA = Gegentore, PIM = Strafminuten
| Saison  | GP | W  | L  | T | OTL | SOL | Pts | GF  | GA  | Platz   | Playoffs             |
| 1995/96 | 60 | 30 | 23 | — | —   | 7   | 67  | 273 | 274 | 3., SHL | Niederlage im Finale |

## Team-Rekorde (Sunshine Hockey League)

### Karriererekorde
Spiele: 60  Alain Côté,  Hayden O’Rear,  Bruno Villeneuve
Tore: 52  Yvan Corbin
Assists: 51  Alexei Dejew
Punkte: 95  Yvan Corbin
Strafminuten: 302  Mike Degurse